# Марсел Камерер
Марсел Камерер (на немски: Marcel Kammerer) е австрийски художник и архитект.

## Биография
Роден е на 4 ноември 1878 година във Виена, Австро-Унгария. Учи в Академията за изящни изкуства във Виена. Ученик е на известния австрийски архитект Ото Вагнер, който е един от основателите на групата „Виенски сецесион“.
Самият Камерер печели известност като художник, архитект и вътрешен дизайнер.
Умира на 25 декември 1959 година в Монреал на 81-годишна възраст.